# Pedro Velho
Pedro Velho là một đô thị thuộc bang Rio Grande do Norte, Brasil. Đô thị này có diện tích 192,707 km², dân số năm 2007 là 14081 người, mật độ 73,1 người/km².